# لويس فلوري
لويس فلوري (بالفرنسية: Louis Fleury)‏ هو موسيقي فرنسي، ولد في 24 مايو 1878 في ليون في فرنسا، وتوفي في 10 يونيو 1926 في باريس في فرنسا.

## وصلات خارجية
- لويس فلوري على موقع ميوزك برينز (الإنجليزية)
- لويس فلوري على موقع ديسكوغز (الإنجليزية)